# Rogoznica, Ptuj
Rogoznica este o localitate din comuna Ptuj, Slovenia, cu o populație de 3.536 de locuitori.